# Ormocarpum flavum
Ormocarpum flavum är en ärtväxtart som beskrevs av Jan Bevington Gillett. Ormocarpum flavum ingår i släktet Ormocarpum och familjen ärtväxter. Inga underarter finns listade i Catalogue of Life.